# 형태학적 골격
디지털 이미지 처리에서 형태학적 골격(영어: morphological skeleton)은 형태학적 연산자로 계산한 모양이나 이진 이미지의 골격(또는 중앙 축(Medial Axis)) 표현이다.
형태학적 골격은 두 종류가 있다:

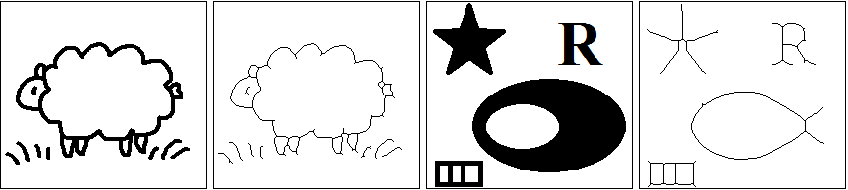
이진 이미지에 있는 도형의 골격 추출의 예시이다

- 재생성할 수 있는 원래 모양에서 형태학적 열기를 통해 정의된 것과,
- 모양의 위상을 보존하는 적중과 비적중 변환으로 계산한 것이 있다.

## 열기를 통한 골격

### Lantuéjoul의 공식

#### 연속적인 이미지
(Lantuéjoul 1977)에서, Lantuéjoul는 연속 이진 이미지 {\displaystyle X\subset \mathbb {R} ^{2}}의 골격에 대안 다음의 형태학적 공식을 고안했다:
{\displaystyle S(X)=\bigcup _{\rho >0}\bigcap _{\mu >0}\left[(X\ominus \rho B)-(X\ominus \rho B)\circ \mu {\overline {B}}\right]},
이 때, {\displaystyle \ominus }와 {\displaystyle \circ }는 각각 형태학적 침식과 열기이고, {\displaystyle \rho B}는 반지름이 {\displaystyle \rho }인 열린 공이고, {\displaystyle {\overline {B}}}는 {\displaystyle B}의 폐포이다.

#### 이산적인 이미지
{\displaystyle n=0,1,\ldots }이고 B가 구조적 요소일 때, {\displaystyle \{nB\}}를 다음 모양의 집합으로 두자:
{\displaystyle nB=\underbrace {B\oplus \cdots \oplus B} _{n{\mbox{ times}}}},
{\displaystyle 0B=\{o\}}, 이 때 o는 원점을 의미한다.
변수 n은 구조적 요소의 크기라고 부른다.
Lantuéjoul의 공식은 다음과 같이 이진화 된다. 이산 이진 이미지 {\displaystyle X\subset \mathbb {Z} ^{2}}에 대해서, 골격 S(X)는 {\displaystyle n=0,1,\ldots ,N}인 다음의 골격 부분집합(skeleton subsets) {\displaystyle \{S_{n}(X)\}}의 합집합:
{\displaystyle S_{n}(X)=(X\ominus nB)-(X\ominus nB)\circ B}.

#### 골격에서 재생성
원본 모양 X는 다음과 같이 골격 부분집합 {\displaystyle \{S_{n}(X)\}}으로부터 재생성할 수 있다:
{\displaystyle X=\bigcup _{n}(S_{n}(X)\oplus nB)}.
부분적인 재생성도 할 수 있으며, 원본 모양의 열린 버전을 만든다:
{\displaystyle \bigcup _{n\geq m}(S_{n}(X)\oplus nB)=X\circ mB}.

#### 최대 디스크의 중심으로의 골격
{\displaystyle nB_{z}}를 {\displaystyle nB}를 점 z로 이동시킨 것이라고 생각하자. 즉, {\displaystyle nB_{z}=\{x\in E|x-z\in nB\}}이다.
z를 중심으로 하는 모양 {\displaystyle nB_{z}}는 다음을 만족하면 집합 A의 최대 디스크(maximal disk)라고 불린다:
- {\displaystyle nB_{z}\in A}이고,
- 어떤 정수 m과 어떤 점 y에 대해서 {\displaystyle nB_{z}\subseteq mB_{y}}이면, {\displaystyle mB_{y}\not \subseteq A}이다.

각 골격 부분집합 {\displaystyle S_{n}(X)}은 모든 크기가 n인 최대 디스크의 중심으로 이루어져 있다.

## 참고 문헌
- Image Analysis and Mathematical Morphology by Jean Serra, ISBN 0-12-637240-3 (1982)
- Image Analysis and Mathematical Morphology, Volume 2: Theoretical Advances by Jean Serra, ISBN 0-12-637241-1 (1988)
- An Introduction to Morphological Image Processing by Edward R. Dougherty, ISBN 0-8194-0845-X (1992)
- Ch. Lantuéjoul, "Sur le modèle de Johnson-Mehl généralisé", Internal report of the Centre de Morph. Math., Fontainebleau, France, 1977.